# Eeyeekalduk
Dans la mythologie inuit, Eeyeekalduk est le dieu de la médecine et de la santé.

## Mythes
Eeyeekalduk est dépeint comme un vieil homme minuscule au visage sombre qui vit à l'intérieur d'un caillou.
Il a des yeux guérisseurs qui peuvent tirer la maladie du corps du malade si celui-ci établit un contact visuel. Il ne faut cependant pas le regarder pour une personne en bonne santé ou cela fonctionne à l'envers.

## Dans la culture populaire
- Eeyeekalduk apparaît sur une des cartes du jeu de cartes à collectionner Deus paru en 1996, il s'agit plus précisément de la carte 165 Eeyeekalduk dans la série des Eskimaux[2].